# Titaniloricus inexpectatovus
Titaniloricus inexpectatovus är en djurart som beskrevs av Gad 2005. Titaniloricus inexpectatovus ingår i släktet Titaniloricus, och familjen Pliciloricidae. Inga underarter finns listade i Catalogue of Life.